# Casa Rovira (Sant Joan Despí)
La Casa Rovira és una obra modernista de Sant Joan Despí (Baix Llobregat) inclosa a l'Inventari del Patrimoni Arquitectònic de Catalunya.

## Descripció
Josep Mª Jujol reformà la present façana sense que de moment se'n tingui documentació per acreditar-ho. Ara bé hi deixa la seva rúbrica en ella. És a la part esquerra de la casa. Li donà les característiques pròpies, a través dels esgrafiats, de l'activitat pròpia del titular. "Arboricultor". Al bell mig de la façana hi ha una imatge de Sant Antoni entre lliris. A les finestres, cistells de fruites, i sota, al cotat de la porta d'entrada, l'esmentada firma de l'artista. L'edificació sobresortint té les inicials del propietari i la retolació abans esmentada de la seva activitat. Donant al carrer hi ha un arbre entre cistells de fruits.